# Tadamichi Kuribayashi
Tadamichi Kuribayashi (栗林忠道, Nagano, 7 de julio de 1891 - Iwo Jima, 23 de marzo de 1945) fue un militar japonés, general del Ejército Imperial Japonés durante la Segunda Guerra Mundial que dirigió la defensa de la isla Iwo Jima, en el transcurso de la cual resultó desaparecido.
La figura de Kuribayashi, junto con el relato de este episodio bélico, es la base argumental de la película Cartas desde Iwo Jima, dirigida por Clint Eastwood en 2006, la cual aumentó la difusión de su figura en la opinión pública mundial y cuyo papel fue interpretado por el actor japonés Ken Watanabe.

## Biografía

### Origen, juventud y carrera anterior a 1941
Kuribayashi nació en el seno de una familia de larga tradición samurái afincada en el distrito de Hanishina, en la prefectura de Nagano. Durante sus estudios de secundaria, Kuribayashi, que había manifestado su interés por el periodismo, fue convencido por sus profesores para integrarse al Ejército Imperial Japonés tras terminar sus estudios en la Escuela de Secundaria de Nagano en 1911. Así, en 1914 Kuribayashi obtuvo el diploma de la promoción XXVI de la Academia Militar Imperial de Japón, especializándose en el arma de caballería. Kuribayashi prosiguió su formación militar en la Escuela de Caballería del Ejército hasta 1918 y finalmente, en 1923, se graduó en la promoción XXXV del Colegio Militar de Guerra, donde acreditó destacados resultados, recibiendo el sable de oficial de manos del mismo emperador Taishō. En diciembre de aquel mismo año, Kuribayashi contrajo matrimonio con Yoshie, con quien tendría tres hijas y un hijo. Yoshie conservó parte de la correspondencia con su esposo, contribuyendo mediante su publicación a la difusión de su biografía, más tarde celebrada por la industria cinematográfica.
A partir de 1928, Kuribayashi fue destinado durante los dos años siguientes al puesto de agregado militar de la Embajada japonesa en los Estados Unidos, en Washington D. C.. Como parte de su misión, Kuribayashi viajó de manera intensiva por todo el país, realizando trabajos de investigación sobre asuntos militares e industriales, siguiendo incluso varios cursos de la Universidad de Harvard.
Su conocimiento preciso y de primera mano de las capacidades estadounidenses le llevaron a afirmar:

Estados Unidos es el último país del mundo con en el que deberíamos luchar.
Kuribayashi en una carta a su familia, según Deroy Bolten y Nathan Wendt, "Iwo Jima Project"

A su regreso a Tokio, obtuvo el ascenso a Mayor y en 1931, fue nuevamente enviado en misión diplomática como agregado militar en la Embajada de Canadá. En 1933 obtuvo el grado de Teniente coronel, y desde 1936 fue el oficial jefe del 7.º Regimiento de Caballería. En 1937, fue nombrado jefe de la sección de Administración de Caballería en el Ministerio de la Guerra, puesto que desempeñó hasta 1940, cuando fue asignado como oficial jefe de la 2.ª Brigada de Caballería, y poco más tarde, al mando de la 1.ª Brigada de Caballería.

## Segunda Guerra Mundial

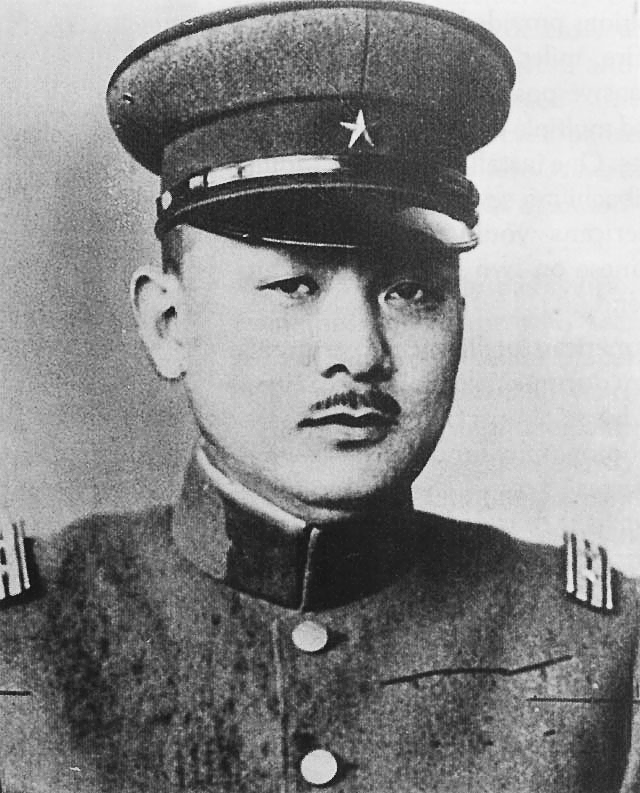
Tadamichi Kuribayashi

### Batalla de Iwo Jima

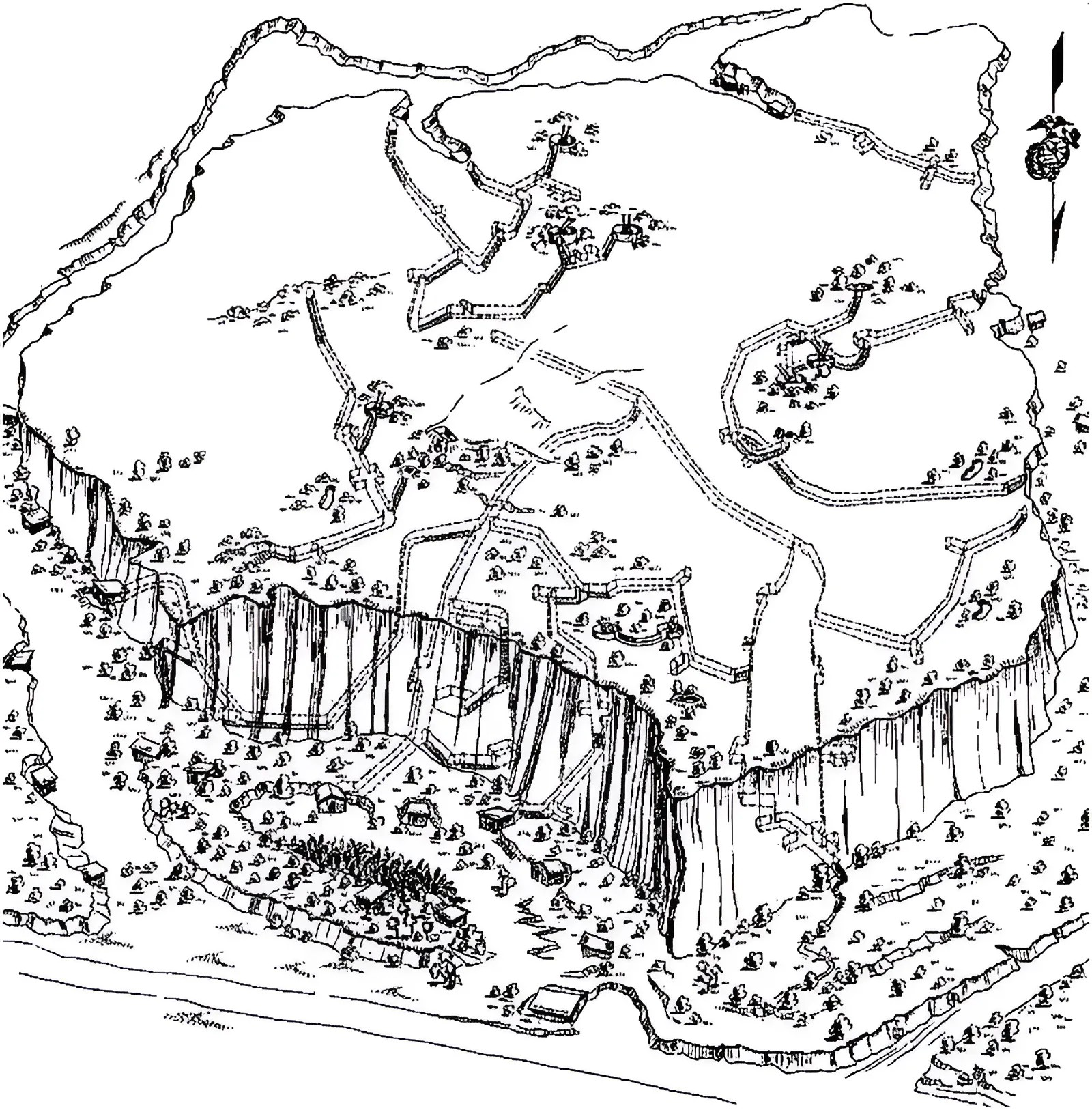
túneles de Iwo Jima

El alto mando japonés decide relevar al comandante a cargo de las defensas de la isla y decide colocar a Tadamichi Kuribayashi para que verifique sobre el terreno las defensas y planifique además la forma de que esta isla tenga un alto costo en vidas para el enemigo que pretenda conquistarla.
Bajo las órdenes del General Kuribayashi, se procedió a la evacuación de los 1000 civiles que habitaban Iwo Jima, dedicados al refinado de azufre, y se reforzó la guarnición con 21.000 soldados, equipados básicamente con fusiles, granadas de mano, ametralladoras, artillería de medio y corto alcance, especialmente morteros, así como unos limitados tanques ligeros. El suministro de municiones, proyectiles, víveres y agua fue muy insuficiente; el agua era de mala calidad (turbia, pues la isla no disponía de agua corriente ni de lagos, ríos...,). Días antes de terminar la batalla no quedaba agua, ni munición de cañón, mortero o ametralladora. En esta situación, los soldados sólo pudieron resistir con fusiles, pistolas y, como mucho, granadas de mano.
Tadamichi Kuribayashi introduce un sustancial cambio en los emplazamientos defensivos de la isla. Las trincheras en las playas de Iwo Jima fueron suprimidas, creó una red de fuego cruzado evitando ángulos muertos para de este modo causar la mayor cantidad de bajas posibles al enemigo y obligó a crear una densa red de túneles en el Monte Suribachi, búnkeres enterrados, trampas y fortificaciones en el norte de la isla. Además, hizo ver a sus subordinados que ninguno volvería con vida a territorio patrio y prohibió los ataques suicidas para impedir el derroche innecesario de soldados en batalla campal.
La defensa de la isla fue prácticamente hasta el último soldado imperial y Kuribayashi hizo que cada vida inmolada resultara muy cara para el enemigo. Los resultados de su gestión costaron a los Estados Unidos casi 7.000 bajas y 19.000 heridos contra 20.000 bajas japonesas, 1.020 desaparecidos y 1000 prisioneros.
Kuribayashi murió durante la batalla en un combate nocturno contra el campamento de marines; pero su cuerpo nunca fue encontrado.
La tenaz defensa de la isla por parte de las tropas de Kuribayashi, unido  al alto coste de vidas americanas, fue uno de los criterios que utilizó el presidente Harry Truman para decidirse a aprobar el lanzamiento de las bombas atómicas sobre Japón.
| Rango                        | Fecha                 |
| ---------------------------- | --------------------- |
| Taishō (General de ejército) | Marzo de 1945         |
| Chūjō (General de división)  | Junio de 1943         |
| Shōshō (General de brigada)  | Marzo de 1940         |
| Taisa (Coronel)              | Primavera/verano 1937 |
| Chūsa (Teniente coronel)     | Agosto de 1933        |
| Shōsa (Mayor)                | Marzo de 1930         |
| Taii (Capitán)               | Agosto de 1923        |
| Chūi (Teniente primero)      | Julio de 1918         |
| Shōi (Teniente segundo)      | Mayo de 1911          |